# Энгельберт I (граф Берга)

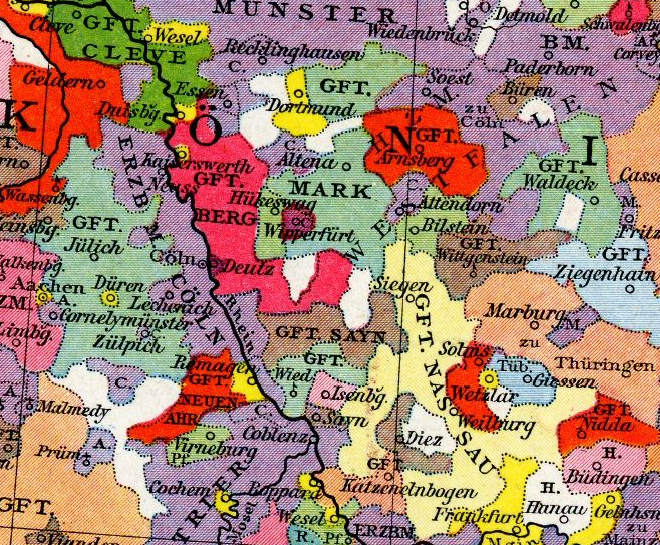
Графство Берг

Энгельберт I (нем. Engelbert I. von Berg; ум. в июле 1189) — граф Берга с 1160/1161 года. Сын Адольфа II и его второй жены Ирмгарды фон Шварценбург (или фон Шпонгейм).
После того, как Адольф II в 1160 году удалился в монастырь, его сыновья поделили наследство: Эберхард получил Альтену, Энгельберт — графство Берг.
Благодаря верности императору Фридриху Барбароссе и кёльнским архиепископам Энгельберту удалось значительно увеличить доходы графства. Он расширил свои владения, присоединив Бенсберг, Ной-Виндек и Эльберфельд.
В 1188 году Энгельберт в обмен на залог в 100 марок получил от Арнольда фон Теверен земли на правом берегу Рейна в районе Хольтхаузена. Залог возвращен не был, и эти владения отошли Бергу.
В мае 1189 году в составе войска Фридриха Барбароссы Энгельберт отправился в Третий крестовый поход и в том же году в июле умер в сербском городе Кубин недалеко от границы с Византией.
Ему наследовал сын — Адольф III. Другой его сын Энгельберт II стал архиепископом Кёльна.
Женой Энгельберта I была Маргарита Гельдернская, дочь графа Генриха Гельдернского и Агнессы фон Арштейн.